# Conde de Dundonald
Conde de Dundonald (en inglés, Earl of Dundonald), es un título en la Nobleza de Escocia. Fue creado en 1669 al soldado y político William Cochrane, 1.er Lord Cochrane de Dundonald, junto al título subsidiario de Lord Cochrane de Paisley y Ochiltree, con un residuo para sus herederos, de lo contrario a sus herederas mujeres, que deberían tener o asumir el nombre de Cochrane, y, en insuficiencia de las mismas, a su descendencia en general. En 1647, fue creado Lord Cochrane de Dundonald en la Nobleza de Escocia, con residuo para sus herederos legítimos.
El 1.er conde fue sucedido por su nieto, John Cochrane, 2.º conde (muerto en 1690). Era hijo de William Cochrane, Lord Cochrane (fallecido en 1679), hijo mayor del 1.er conde. El 2.º conde fue miembro del Consejo Privado de Escocia. A su muerte, los títulos pasaron a su hijo mayor, William Cochrane, 3.er conde (muerto en 1705). Murió soltero prematuramente y fue sucedido por su hermano menor, John Cochrane, 4.º conde (muerto en 1720). Ocupó un escaño en la Cámara de los Lores como par representante escocés desde 1713 hasta 1715. Cuando murió, los títulos pasaron a su hijo William Cochrane, 5.º conde (muerto en 1725). Murió soltero a los 16 años.
A su muerte, la línea del 2.º conde se extinguió y los títulos pasaron a un primo lejano, Thomas Cochrane, 6.º conde (muerto en 1737). Era hijo de William Cochrane (fallecido en 1717), segundo hijo del mencionado William Cochrane, Lord Cochrane (fallecido en 1679), hijo mayor del 1.er conde. Le sucedió su hijo, William Cochrane, 7.º conde (muerto en 1758), quien luchó en la Guerra de los Siete Años y fue asesinado en la Batalla de Louisbourg en 1758.
A la muerte del 7.º conde, esta línea de la familia también se extinguió, y los títulos fueron heredados por otro primo lejano, Thomas Cochrane, 8.º conde (muerto en 1778). Era nieto del coronel Sir John Cochrane (fallecido en 1707), segundo hijo del 1.er conde. Antes de que se convirtiera en 8.º conde, ocupó un escaño como miembro del Parlamento (Whig) por Renfrewshire entre 1722 y 1727. Después de su muerte, los títulos pasaron a Archibald Cochrane, 9.º conde (muerto en 1831). El 9.º conde fue científico e inventor. Cuando murió, los títulos pasaron a su hijo, Thomas Cochrane, 10.º conde (muerto en 1860). Fue un destacado comandante naval y luchó en las Guerras Napoleónicas. Antes de heredar los títulos de nobleza, también ocupó un escaño como miembro del Parlamento. Sin embargo, fue encarcelado después en una falsa acusación de fraude y expulsado de la Armada y el Parlamento. Después de su liberación viajó al extranjero y ordenó las fuerzas navales peruanas, chilenas, brasileñas y griegas con distinción.
En 1824, fue creado Marqués de Maranhão (Marquês do Maranhão) en la nobleza brasileña, por el emperador Pedro I. También le fue otorgado un escudo de armas. Los títulos de la nobleza brasileña no eran hereditarios. Sin embargo, los descendientes del 10.º conde conservaron el títulos para sí mismos, aunque no estaba permitido.
En 1832, fue reincorporado a la Marina Real y recibió un perdón real.
Fue sucedido por su hijo, Thomas Cochrane, undécimo conde (muerto en 1885). Ocupó un escaño en la Cámara de los Lores como par escocés desde 1879 a 1885. A su muerte, los títulos pasaron a su hijo mayor, Douglas Cochrane, el duodécimo conde (muerto en 1935). Fue teniente general en el Ejército Real y par escocés desde 1886 hasta 1922. Se casó con Winifred Bamford-Hesketh. Cuando murió, los títulos pasaron a su hijo Thomas Hesketh Cochrane, decimotercer conde (muerto en 1958). Fue par escocés en la Cámara de los Lores desde 1941 a 1955. Cuando murió, los títulos pasaron a su hijo Thomas Cochrane Hesketh, el decimotercer conde (muerto en 1958). Él era un par representativo escocés en la Cámara de los Lores desde 1941 a 1955. Nunca se casó y fue sucedido por su sobrino Ian Douglas Cochrane, decimocuarto conde (muerto en 1986). Era hijo de Douglas Robert Hesketh Roger Cochrane, segundo hijo del duodécimo conde. El 14.º conde fue comandante en el Black Watch. A partir de 2009 los títulos están en manos de su único hijo Ian Alexander Cochrane, 15.º conde, que heredó los títulos en 1986. El 15.º es Jefe de Clan Cochrane.
Varios miembros de la Familia Cochrane, fueron destacadas personas en diferentes campos: Sir Alexander Cochrane, sexto hijo del 8.º conde, fue almirante de la Marina Real. Su hijo, Sir Thomas John Cochrane, fue comandante de la Marina y se desempeñó como Gobernador de Terranova. Su hijo, Alexander Cochrane-Baillie fue político conservador y fue creado Barón Lamington en 1880. Thomas Cochrane, segundo hijo del undécimo conde, fue soldado y político, creado Barón Cochrane de Cults en 1919. Su hijo, Sir Archibald Cochrane, fue un médico y político escocés.
- Datos: Q643585
- Multimedia: Earls of Dundonald / Q643585